# موسى ديابي
موسى ديابي (بالفرنسية: Moussa Diaby؛ مواليد 7 يوليو 1999) هو لاعب كرة قدم فرنسي من أصل مالي يلعب كجناح لنادي الاتحاد السعودي، وكان قبلها لاعباً في أستون فيلا في الدوري الإنجليزي الممتاز و‌المنتخب الفرنسي.

## روابط خارجية
- موسى ديابي على موقع الاتحاد الأوربي (الإنجليزية)
- موسى ديابي على موقع إي إس بي إن إف سي (الإنجليزية)
- موسى ديابي على موقع قاعدة بيانات كرة القدم.إي يو (الإنجليزية)
- موسى ديابي على موقع بيانات كرة القدم. دي إي (الألمانية)
- موسى ديابي على موقع ليكيب (الفرنسية)
- موسى ديابي على موقع ناشيونال فوتبول تيمز (الإنجليزية)
- موسى ديابي على موقع Soccerbase.com (لاعب) (الإنجليزية)
- موسى ديابي على موقع Soccerway.com (الإنجليزية)
- موسى ديابي على موقع عالم كرة القدم.نت (الإنجليزية)
- موسى ديابي على موقع كووورة